# Sylt (gmina)
Sylt – gmina uzdrowiskowa w Niemczech na wyspie Sylt, w kraju związkowym Szlezwik-Holsztyn, w powiecie Nordfriesland, siedziba  urzędu Landschaft Sylt.
Dzielnice:
- Archsum
- Keitum
- Morsum
- Munkmarsch
- Rantum
- Tinnum
- Westerland